# Wiktor Nitka
Wiktor Nitka (ur. 24 lutego 1898 we Lwowie, zm. 18 sierpnia 1920 w Radziwiu) – żołnierz armii austro-węgierskiej, wachmistrz Armii Polskiej, bosmanmat Marynarki Wojennej w II RP, uczestnik I wojny światowej i wojny polsko–bolszewickiej, kawaler Orderu Virtuti Militari.

## Życiorys
Urodził się 24 lutego 1898 we Lwowie w rodzinie Leona i Marii z d. Pennar. Wcielony do armii austro-węgierskiej. Od listopada 1918 żołnierz Armii Polskiej we Włoszech. Wrócił w 1919 wraz z Armią Hallera do Polski. W stopniu wachmistrza od czerwca 1919 brał udział w walkach m.in. pod Rawą Ruską i Lwowem. Przeniesiony do Flotylli Wiślanej, gdzie służył na statku Stefan Batory. Zginął 18 sierpnia 1920 podczas obrony dolnej linii Wisły w okolicach Płocka w walce z Armią Czerwoną. Został pochowany w Radziwiu. Odznaczony pośmiertnie Krzyżem Srebrnym  Orderu Wojskowego Virtuti Militari. Był kawalerem.

## Ordery i odznaczenia
- Krzyż Srebrny Orderu Wojskowego Virtuti Militari nr 3133[1] – pośmiertnie, 1921[2]